# Abraído
Abraído es una aldea de la parroquia de Taramundi, concejo de Taramundi, en la comarca del Eo-Navia, Principado de Asturias, España.